# Pilot Knob (Missouri)
Pilot Knob – miasto w Stanach Zjednoczonych, w stanie Missouri, w hrabstwie Iron.